# Темно-бордовий колір

Штандарт Командувача ДШВ

Те́мно-бордо́вий колір, марун (від англ. maroon) — темний відтінок червоного кольору.
Англійська назва кольору походить від фр. marron — «каштан», що своєю чергою походить від давньогрецького maraon. Темно-бордовий колір описують як темно-червоний колір з відтінком каштанового, проте маруновий і каштановий — різні кольори. У багатьох країнах, зокрема в Італії та Франції, синонімом цього кольору є «гранатовий».

## В культурі
- Темно-бордовий колір був обраний як колір берета у повітрянодесантних військах Великої Британії (див.: маруновий берет), згодом цю традицію прийняли десантні війська і частини понад 50 інших країн світу. Українські десантно-штурмові війська також обрали берети цього кольору[4][5][6]

Прапор Катару

- Білий і темно-бордовий — це кольори прапора Катару.